# Jack Wrangler
Jack Wrangler, pseudonimo di John Robert Stillman (Beverly Hills, 11 luglio 1946 – New York, 7 aprile 2009), è stato un attore pornografico e attore teatrale statunitense, che ha lavorato in film pornografici gay ed etero.
È stato uno dei primi a raggiungere lo status di pornodivo, tanto da diventare un'icona per il movimento di liberazione omosessuale. Al termine della sua carriera di pornodivo ha lavorato principalmente nel teatro, come produttore e regista teatrale.

## Biografia
Nato a Beverly Hills, figlio del produttore cinematografico e televisivo Robert Stillman, produttore di film come L'urlo della folla, Follie di jazz, Il grande campione e Odio e produttore della serie televisiva Bonanza, la madre era Ruth Clark Stillman, ex ballerina dei musical di Busby Berkeley. Il suo nonno paterno ha fatto fortuna nel settore dell'abbigliamento.
Inizia la propria carriera giovanissimo, a soli nove anni recita nella serie televisiva, a tematica religiosa, The Faith of Our Children. A dieci anni inizia a prendere consapevolezza della propria omosessualità. Si laurea in Teatro presso l'Università Northwestern.
Nonostante la sua avvenenza, Stillman trova difficoltà a trovare lavori adeguati e si arrangia con piccoli ingaggi come ballerino e modello, tra Los Angeles e New York. Pian piano inizia a calcare i palcoscenici teatrali, uno dei suoi primi ruoli fu nella commedia di Douglas Dean Goodman Special Friends, pièce dalle tematiche gay che richiedeva vari momenti di nudità. Dopo essersi trasferito a New York, inizia a lavorare come barista e go-go boy, nel 1970 lavora come spogliarellista utilizzando il nome d'arte di Jack Wrangler, prendendo il nome dalla nota marca di jeans, Wrangler. Sempre nel 1970 debutta nel suo primo film pornografico gay, Eyes of a Stranger, uno dei primi film per adulti ad essere immesso in commercio negli Stati Uniti.
Partecipa a diversi film, come Hothouse, The Boys from Riverside Drive e Kansas City Trucking Co., e appare in molte riviste gay, diventando nel giro di breve tempo un pioniere della pornografia gay, raggiungendo lo status di pornodivo. Parallelamente alla carriera nell'industria della pornografia, continua con la sua attività in teatro, recitando nella commedia T-Shirts di Robert Patrick. Dopo quasi una cinquantina di film porno gay, tra la fine degli anni settanta e l'inizio degli anni ottanta debutta nel suo primo film porno eterosessuale, China Sisters, in cui ha la sua prima esperienza con una donna. Nel corso degli anni recita in film come Jack and Jill, Roommates, The Devil in Miss Jones 2 e La grande bocca di Odette, in quest'ultimo viene diretto dal regista Chuck Vincent. Per lui Vincent sovverte le tradizionali regole della pornografia eterosessuale, risaltando il corpo di Wrangler a dispetto di quello femminile. Nel corso della sua carriera ha preso parte ad oltre 85 film hard.
Nel 1976 in un night club incontra la cantante e attrice Margaret Whiting: i due intrecciano una relazione, suscitando forti critiche, per la "svolta eterosessuale" di Stillman e soprattutto per la differenza d'età tra i due: all'epoca del loro incontro lui aveva trent'anni e lei cinquantadue. Ma Stillman, nonostante le critiche, ha sempre asserito di essere omosessuale e di non amare lo stile di vita competitivo dei gay. Infine la coppia si sposa nel 1994. Dopo il matrimonio con la Whiting, Stillman chiuse definitivamente la sua carriera come porno attore e si dedicò esclusivamente alla sua prima passione, il teatro. Prese parte a opere come Midnight in the Garden of Good and Evil, The Jazz Concert, The Valentine Touch, The First Lady and Other Stories of Our Times e Irina Abroad!.
Nel 1998 Wrangler e Margaret Whiting salirono alla ribalta delle cronache, per aver intentato una causa contro la città di New York, dopo che la Whiting si ruppe un'anca scivolando da un marciapiede. La coppia ottenne un risarcimento di due milioni di dollari per lesioni personali e un milione di dollari per danni alla loro relazione sessuale. La coppia, molto nota sulla scena teatrale newyorkese, è stata molto attiva nel sostenere e promuovere eventi di beneficenza a favore della lotta all'AIDS.
Nonostante la sua fama teatrale, Wrangler rimane principalmente noto come pornodivo gay, attivo tra gli anni settanta e ottanta, grazie alla sua bellezza, il fisico atletico e la sua virilità, è riuscito ad avere un forte impatto sul processo di coming out, cambiando gli stereotipi e dimostrando il lato virile dell'essere gay, dettando nuovi canoni estetici e comportamentali, diventando un'icona per il movimento di liberazione omosessuale.
La sua vita è stata documentata nell'autobiografia The Jack Wrangler Story, or What's a nice boy like you doing, mentre nel 2008 è stato realizzato un documentario intitolato Wrangler: Anatomy of an Icon.
Il 7 aprile 2009, Wrangler muore all'età di 62 anni, per un enfisema dopo una lotta contro un tumore al polmone.

## Filmografia
- Eyes Of A Gay Stranger (1970)
- A Married Man (1974)
- High Riders (1974)
- Magnum Griffin Collection 5 (1975)
- Navy Blue (1975)
- Kansas City Trucking Co. (1976)
- Heavy Equipment (1977)
- Hot House (1977)
- Sex Magic (1977)
- A Night at the Adonis (1978)
- China Sisters (1978)
- MisBehavin' (1978)
- Surf And Turf (1978)
- Boys From Riverside Drive (1979)
- Gemini (1979)
- Jack and Jill 1 (1979)
- Jack Wrangler Jocks (1979)
- New York Construction Co. (1979)
- Sex Machine (1979)
- Summer Heat (1979)
- Bon Appetit (1980)
- Boots And Saddles (1980)
- Games Women Play (1980)
- Jack and Roger: Superstars Best of Hand-In-Hand (1980)
- Killing Me Softly (1980)
- Voyeur Boys (1980)
- Wanted (1980)
- Blue Magic (1981)
- Filthy Rich (1981)
- Hunk (1981)
- Palace Of Pleasures (1981)
- Roommates (1981)
- A Male Tale (1982)
- Broadway Boys (1982)
- Devil in Miss Jones 2 (1982)
- Dirty Looks (1982)
- Mustard Hanky Left (1982)
- Robin's Egg Blue Hanky Left: 69'er (1982)
- Swedish Erotica 43 (1982)
- Blue Hanky Left (1983)
- In Love (1983)
- Light Blue Hanky Left (1983)
- Super Studs (1983)
- Eighth Erotic Film Festifal (1984)
- Jack and Jill 2 (1984)
- Safe Sex (1985)
- Voyeur (1985)
- Young Cum Lickers (1985)
- Hot Shots 4: The Contest Continues (1986)
- Rising Star (1986)
- All-Male Preview Tape 1 (1988)
- Oral Ecstasy 3 (1988)
- Guess Who's Coming (1990)
- Magnum Griffin Collection 12 (1991)
- Magnum Griffin Collection 13 (1991)
- Magnum Griffin Collection 9 (1991)
- 8mm Oldies 2 (1993)
- Cum Shots (1993)
- Depraved Debauchery Orgies (1994)
- Palm Pilots (1995)
- Big Bearded And Bulging (1997)
- Coming Distractions (1997)
- P.M. Preview Tape 1 (1997)
- Scorpio (2000)
- 5 New York Classics (2002)
- Nazi Sexperiments (2003)
- That Man: Peter Berlin (2005)
- Very Best of Desiree Cousteau (2006)
- Erotica Video 5: Wrangler